# Saison 6 de Riverdale
Chronologie
Saison 5 Saison 7
Cet article présente le guide des épisodes de la sixième saison de la série télévisée américaine Riverdale. Celle-ci marque un tournant de la série dans le genre du fantastique.

## Généralités
- Aux États-Unis, la première partie est diffusée du 16 novembre 2021[3] au 14 décembre 2021 sur le réseau The CW.
- La deuxième partie est diffusée du 20 mars 2022 au 31 juillet 2022 sur le réseau The CW.
- Au Canada et dans tous les pays francophones, elle est diffusée des le lendemain de diffusion sur Netflix.
- L’épisode musical sera basé sur la comédie musicale American Psycho[Laquelle ?].

## Distribution

### Acteurs principaux
- K. J. Apa (VF : Gauthier Battoue) : Archibald « Archie » Andrews
- Lili Reinhart (VF : Ludivine Maffren) : Elizabeth « Betty » Cooper
- Camila Mendes (VF : Youna Noiret) : Veronica Lodge
- Cole Sprouse (VF : Clément Moreau) : Forsythe P. « Jughead » Jones
- Madelaine Petsch (VF : Diane Dassigny) : Cheryl Blossom
- Casey Cott (VF : Maxime Baudouin) : Kevin Keller
- Charles Melton (VF : Nicolas Duquenoy) : Reginald « Reggie » Mantle
- Vanessa Morgan (VF : Alexia Papineschi) : Antoinette « Toni » Topaz
- Drew Ray Tanner (VF : Tommy Lefort) : Fangs Fogarty
- Erinn Westbrook (VF : Déborah Claude) : Tabitha Tate
- Mädchen Amick (VF : Anne Rondeleux) : Alice Cooper

### Acteurs récurrents
- Martin Cummins (VF : David Krüger) : shérif Tom Keller
- Barbara Wallace (VF : Cathy Cerdà) : Roseanne « Rose » Blossom
- Alvin Sanders (VF : Jean-Luc Atlan) : Pop Tate
- Molly Ringwald (VF : Juliette Degenne) : Mary Andrews
- Nathalie Boltt (VF : Danièle Douet) : Penelope Blossom
- Lochlyn Munro (VF : François Delaive) : Harold « Hal » Cooper
- Peter James Bryant (en) (VF : Frantz Confiac) : Waldo Weatherbee
- Ryan Robbins (VF : Alexandre Gillet) : Frank Andrews
- Nikolai Witschl (VF : Gwendal Anglade) : Dr Curdle Jr.
- Greyston Holt (VF : Benjamin Gasquet) : Glen Scot
- Kyra Leroux (VF : Camille Timmerman) : Britta Beach
- Chris O’Shea (VF : Damien Ferrette) : Percival Pickins
- Quinnie Vu : Agent Marsha Lin
- Ricardo Hoyos : Heraldo
- Caroline Day : Heather
- Sophia Tatum : Agent Drake
- Douglas Chapman : Tueur au sac poubelle / Dennis
- Trevor Stines : Jason Blossom

### Invités
- Ace Rudy Allan Carter : Bébé Anthony Fogarty
- Mishel Prada (VF : Emmanuelle Rivière) : Hermosa Lodge (épisode 2, caméo vocal)
- Graham Phillips (VF : Martin Faliu) : Nick St. Clair (épisode 3)
- Tiera Skovbye (VF : Marie Diot) : Polly Cooper (épisode 3 (caméo vocal), 19 et 20)
- Moses Thiessen (VF : Tom Boutry) : Ben Button (épisode 5)
- Ross Butler (VF : François Santucci) : Reginald « Reggie » Mantle (épisode 5)
- Luke Perry (VF : Lionel Tua) : Frederick « Fred » Andrews (image de synthèse épisode 5)
- Major Curda (VF : Gabriel Bismuth-Bienaimé) : Dilton Doiley (épisode 5)
- Shannon Purser (VF : Flora Kaprielian) : Ethel Muggs (épisodes 5 et 20)
- Barclay Hope (VF : Serge Biavan) : Clifford Blossom (épisode 5)
- Marisol Nichols (VF : Nathalie Karsenti) : Hermione Lodge (épisode 7)
- Mark Consuelos (VF : Laurent Maurel) : Hiram Lodge (épisode 7 - voix)
- Cody Kearsley (VF : Nicolas Hardy) : Marmaduke « Moose » Mason (épisodes 12 et 13)

### Invités des séries du même univers
- Kiernan Shipka (VF : Camille Donda) : Sabrina Spellman (des Nouvelles Aventures de Sabrina - épisodes 4 et 19)[4]
- Zane Holtz (VF : Valentin Merlet) : K.O Kelly (de Katy Keene - épisode 10)
- Camille Hyde (VF : Aurélie Konaté) : Alexandra Cabot (de Katy Keene - épisode 22)

## Production
Le tournage a débuté le 30 août 2021 et pris fin le 1er juin 2022.

## Épisodes

### Partie 1:RiverVale

#### Épisode 1:Chapitre quatre-vingt-seize: Bienvenue à Rivervale
- États-Unis : 16 novembre 2021 sur The CW
- France : 17 novembre 2021 sur Netflix

- États-Unis : 330 000 téléspectateurs (première diffusion)

#### Épisode 2:Chapitre quatre-vingt-dix-sept: Histoires de fantômes
- États-Unis : 23 novembre 2021 sur The CW
- France : 24 novembre 2021 sur Netflix

- États-Unis : 340 000 téléspectateurs (première diffusion)

#### Épisode 3:Chapitre quatre-vingt-dix-huit:M.Cypher
- États-Unis : 30 novembre 2021 sur The CW
- France : 1er décembre 2021 sur Netflix

- États-Unis : 260 000 téléspectateurs (première diffusion)

#### Épisode 4:Chapitre quatre-vingt-dix-neuf: Nuit(s) de magie
- États-Unis : 7 décembre 2021 sur The CW
- France : 8 décembre 2021 sur Netflix

- États-Unis : 270 000 téléspectateurs (première diffusion)

#### Épisode 5:Chapitre cent: Le paradoxe de Jughead
- États-Unis : 14 décembre 2021 sur The CW
- France : 15 décembre 2021 sur Netflix

- États-Unis : 325 000 téléspectateurs (première diffusion)

### Partie 2

#### Épisode 6:Chapitre cent un: Incroyable
- États-Unis : 20 mars 2022 sur The CW
- France : 21 mars 2022 sur Netflix

- États-Unis : 230 000 téléspectateurs (première diffusion)

#### Épisode 7:Chapitre cent deux: L'angle mort
- États-Unis : 27 mars 2022 sur The CW
- France : 28 mars 2022 sur Netflix

- États-Unis : 210 000 téléspectateurs (première diffusion)

#### Épisode 8:Chapitre cent trois: "La Ville"
- États-Unis : 3 avril 2022 sur The CW
- France : 4 avril 2022 sur Netflix

- États-Unis : 180 000 téléspectateurs (première diffusion)

#### Épisode 9:Chapitre cent quatre: La proposition de la reine des Serpents
- États-Unis : 10 avril 2022 sur The CW
- France : 11 avril 2022 sur Netflix

- États-Unis : 220 000 téléspectateurs (première diffusion)

#### Épisode 10:Chapitre cent cinq: Héros populaires
- États-Unis : 17 avril 2022 sur The CW
- France : 18 avril 2022 sur Netflix

- États-Unis : 230 000 téléspectateurs (première diffusion)

#### Épisode 11:Chapitre cent six: Les anges gardiens
- États-Unis : 24 avril 2022 sur The CW
- France : 25 avril 2022 sur Netflix

- États-Unis : 210 000 téléspectateurs (première diffusion)

#### Épisode 12:Chapitre cent sept: Le brouillard
- États-Unis : 1er mai 2022 sur The CW
- France : 2 mai 2022 sur Netflix

- États-Unis : 160 000 téléspectateurs (première diffusion)

#### Épisode 13:Chapitre cent huit: Ex-libris
- États-Unis : 8 mai 2022 sur The CW
- France : 9 mai 2022 sur Netflix

- États-Unis : 190 000 téléspectateurs (première diffusion)

#### Épisode 14:Chapitre cent neuf: Venimeuse
- États-Unis : 15 mai 2022 sur The CW
- France : 16 mai 2022 sur Netflix

- États-Unis : 200 000 téléspectateurs (première diffusion)

#### Épisode 15:Chapitre cent dix: Ce qui rôde dans la nuit
- États-Unis : 22 mai 2022 sur The CW
- France : 23 mai 2022 sur Netflix

- États-Unis : 210 000 téléspectateurs (première diffusion)

#### Épisode 16:Chapitre cent onze: L'âme des ouvriers
- États-Unis : 29 mai 2022 sur The CW
- France : 30 mai 2022 sur Netflix

- États-Unis : 170 000 téléspectateurs (première diffusion)

#### Épisode 17:Chapitre cent douze: American Psychos
- États-Unis : 12 juin 2022 sur The CW
- France : 13 juin 2022 sur Netflix

- États-Unis : 240 000 téléspectateurs (première diffusion)

#### Épisode 18:Chapitre cent treize: Biblique
- États-Unis : 26 juin 2022 sur The CW
- France : 27 juin 2022 sur Netflix

- États-Unis : 290 000 téléspectateurs (première diffusion)

#### Épisode 19:Chapitre cent quatorze: Les sorcières de Riverdale
- États-Unis : 10 juillet 2022 sur The CW
- France : 11 juillet 2022 sur Netflix

- États-Unis : 220 000 téléspectateurs (première diffusion)

#### Épisode 20:Chapitre cent quinze: De retour à Rivervale
- États-Unis : 17 juillet 2022 sur The CW
- France : 18 juillet 2022 sur Netflix

- États-Unis : 260 000 téléspectateurs (première diffusion)

#### Épisode 21:Chapitre cent seize: La bataille finale
- États-Unis : 24 juillet 2022 sur The CW
- France : 25 juillet 2022 sur Netflix

- États-Unis : 230 000 téléspectateurs (première diffusion)

#### Épisode 22:Chapitre cent dix-sept: La nuit de la comète
- États-Unis : 31 juillet 2022 sur The CW
- France : 1er août 2022 sur Netflix

- États-Unis : 170 000 téléspectateurs (première diffusion)